# ディスクドライブ

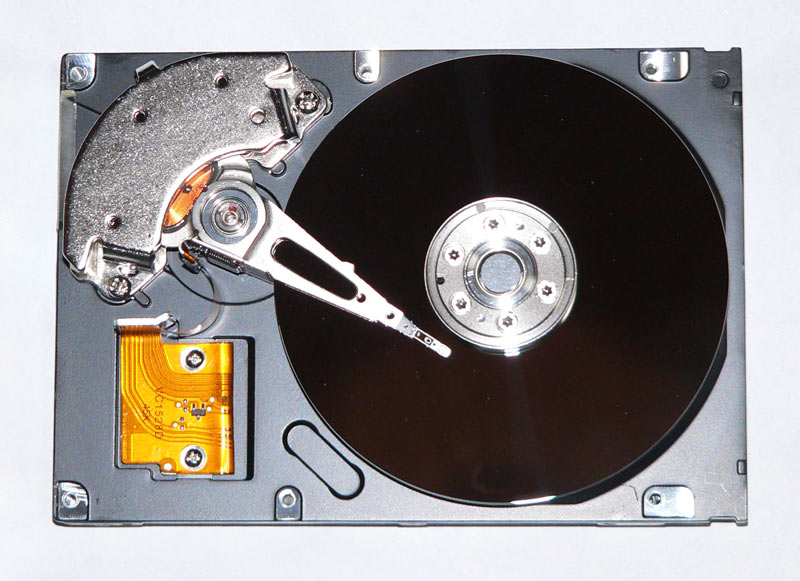
ハードディスクドライブ（内部）

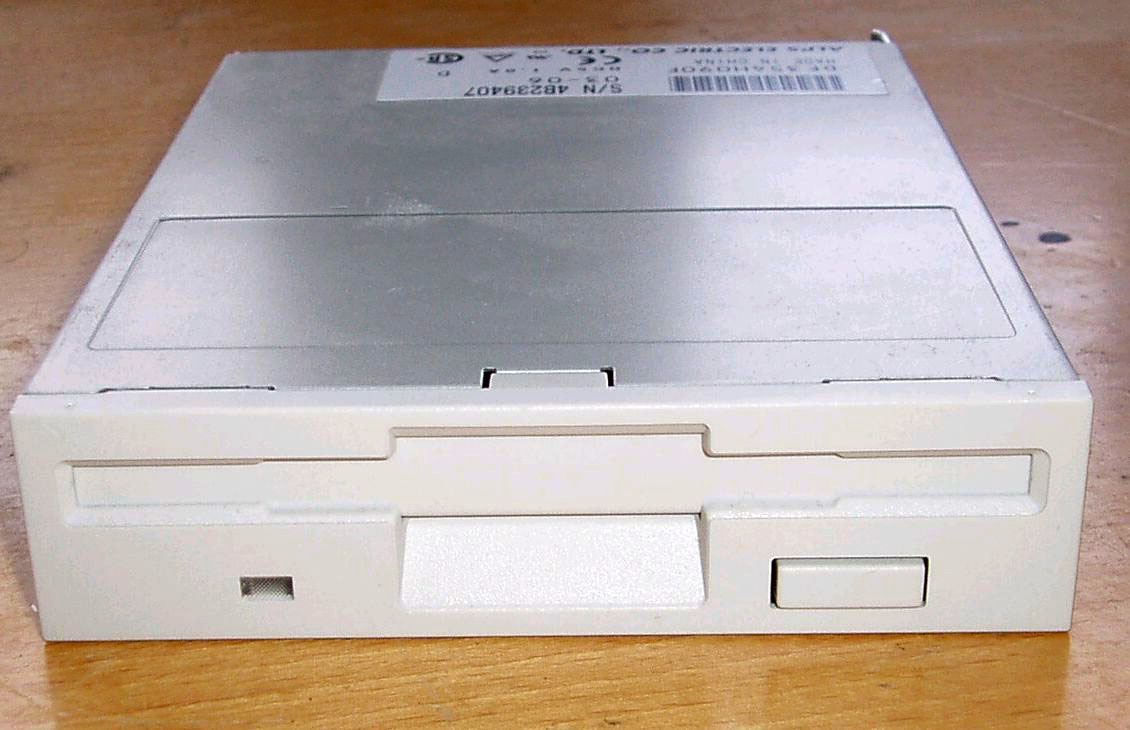
3.5型フロッピーディスクドライブ

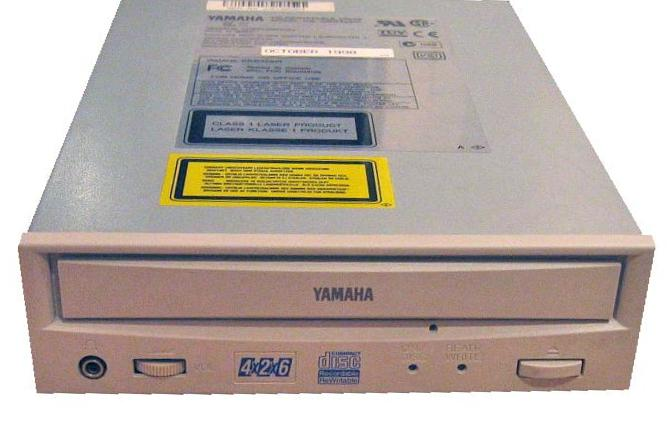
CD-RWドライブ

ディスクドライブ（disk drive, disc drive）とは、コンピュータの補助記憶装置（ストレージ）の一種。情報を記録する媒体となる円盤（ディスクメディア）と、円盤から情報を読み出したり書き込んだりするヘッドで構成されている、円盤を回転させながらヘッドを精密に動かすことにより、円盤上の任意の場所に記録されている情報にアクセスすることができる。

## 種類

### 磁気ディスクドライブ
- フロッピーディスク（FD）：フロッピーディスクドライブ
- ハードディスクドライブ（HDD）：日本での通称はハードディスク（ディスクメディアとドライブが一体型となっているものが主流であるため、ディスクとドライブを区別することはあまりない）

### 光学ディスクドライブ
- コンパクトディスク・CD-ROM：CD-ROMドライブ
- DVD：DVDドライブ
- Blu-ray：Blu-rayドライブ

### その他
- 光磁気ディスク（MO）：MOディスクドライブ・光磁気ディスクドライブ

### 備考
一般的な光ディスクドライブのように、ディスクメディアとディスクドライブが分離するタイプをリムーバブルディスクドライブという。
また、コンピュータに内蔵されているタイプを内蔵ディスクドライブ、USBなどによりコンピュータに接続して使用するタイプを外付けディスクドライブという。